# Vin primeur

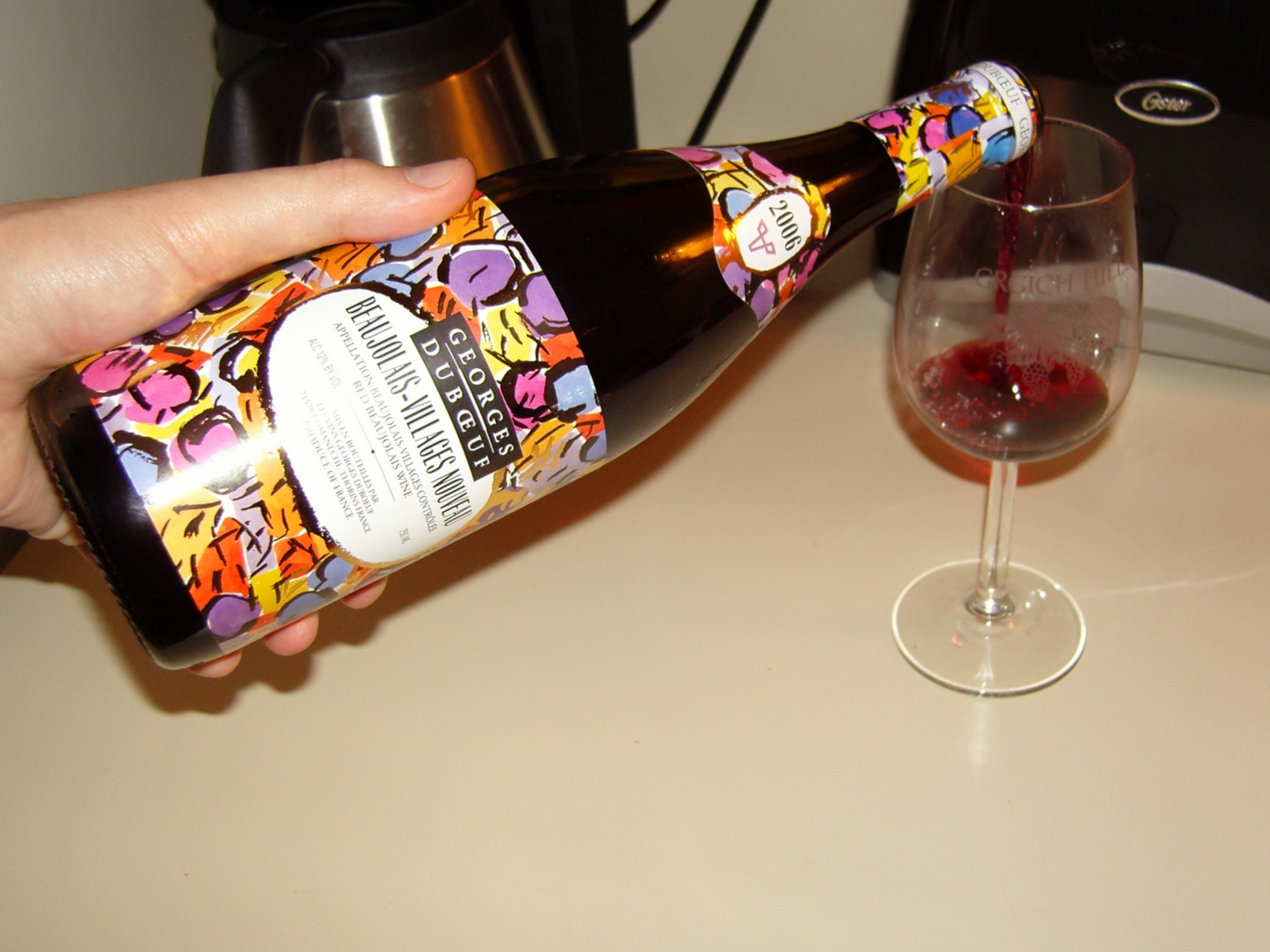
Beaujolais villages nouveau de Georges Dubœuf

L'expression « vin primeur » se dit en deux sens très différents, même si dans les deux cas « primeur » fait référence aux premiers mois de l'élaboration d'un vin.

## Historique

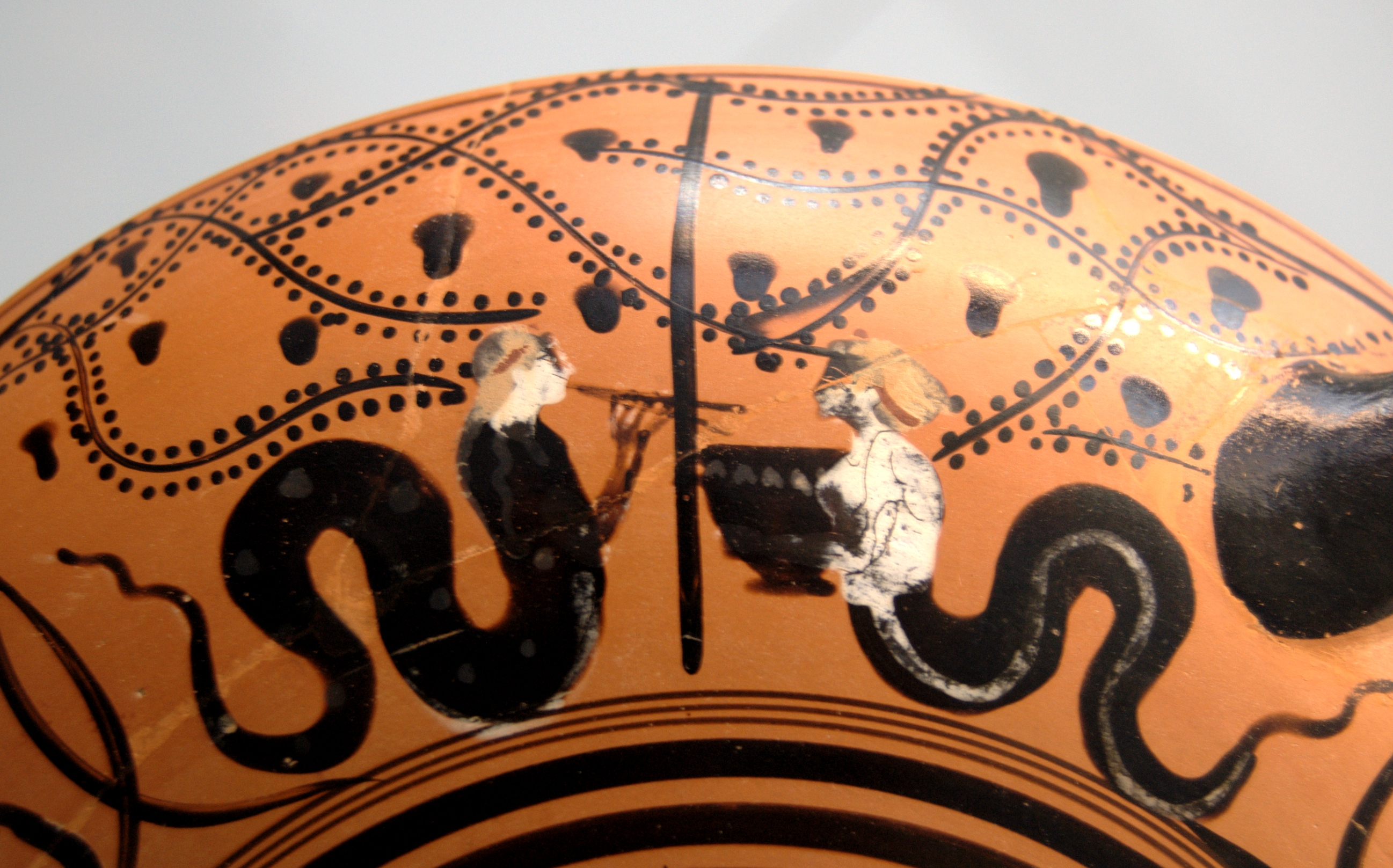
Face A d'un kylix attique à figures noires, v. 510 av. J.-C.

Dans l'Antiquité grecque, des nymphes des vignes, blondes et à queue de serpent, fêtaient le vin nouveau en début d'année. Les viticulteurs grecs descellaient les amphores lors des Anthestéries, fête des fleurs, en l'honneur de Dionysos.
À Rome, les viticulteurs élaboraient du vinum preliganeum. Ce vin, fait à base de raisins verts, était bu lors des vendanges. Ce breuvage acide était plus proche du vin bourru ou de la piquette. Dans la cité de Dea Augusta Vocontiorum (Die), l’une des plus importantes de la Gaule narbonnaise, Pline l'Ancien cite élogieusement le vin des Voconces. Il en distingue deux : le vinum dulce et l’aigleucos, dont on arrêtait la fermentation en plongeant les dolia dans l’eau froide jusqu’à l’hiver où ce vin nouveau était alors consommé.
Georges Dubœuf est le premier, en compagnie de Louis Orizet, à lancer sur une grande échelle le slogan « Le beaujolais nouveau est arrivé ». Ce négociant-producteur, dont l'entreprise emploie 105 employés, commercialise 15 % de la production totale du beaujolais, soit 18 millions de bouteilles, dont les neuf dixièmes sont exportés vers 90 pays. Il a bâti son succès commercial en se portant acquéreur des meilleures cuvées qu'il a embouteillées sous sa marque et identifiées en notifiant sur l'étiquette le nom du producteur. Le beaujolais nouveau, petit vin de comptoir, réservé à une clientèle lyonnaise ou stéphanoise, conquiert d'abord Paris avant d'aller se déverser sur les rives de la Tamise ou de l'Hudson, puis de devenir la coqueluche du Japon.

## Vin primeur ou nouveau

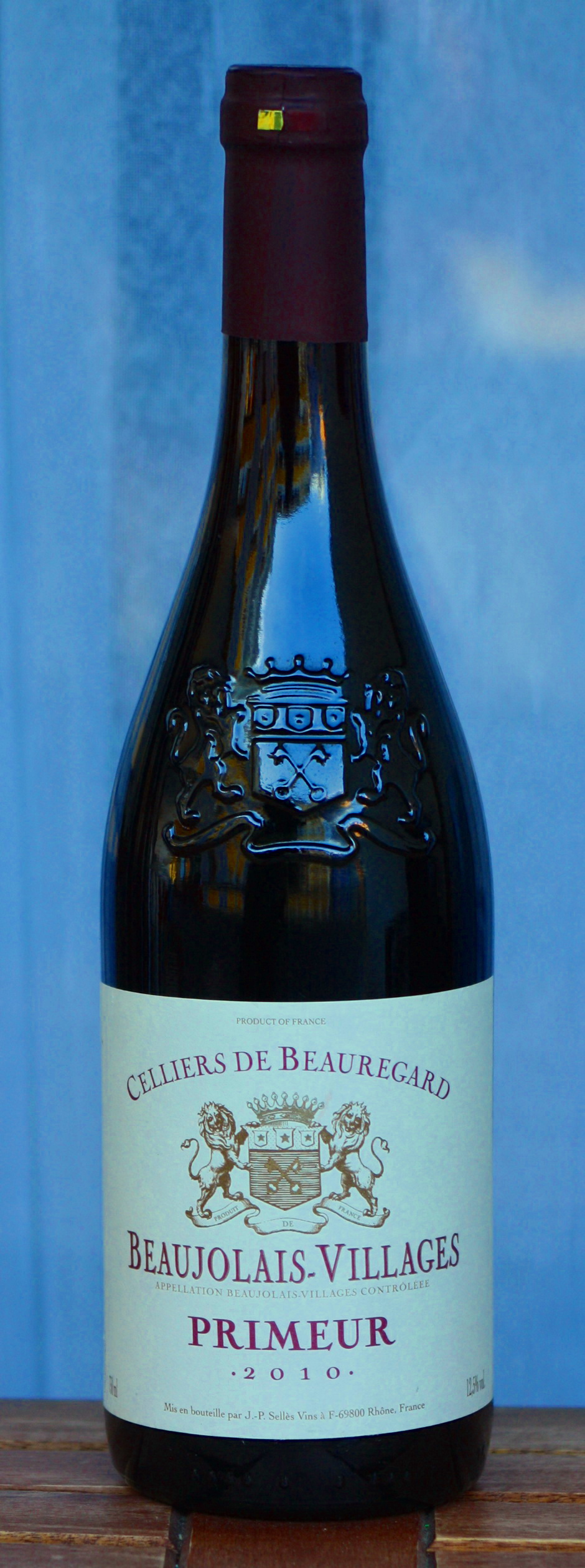
Beaujolais-Villages primeur, Celliers de Beauregard

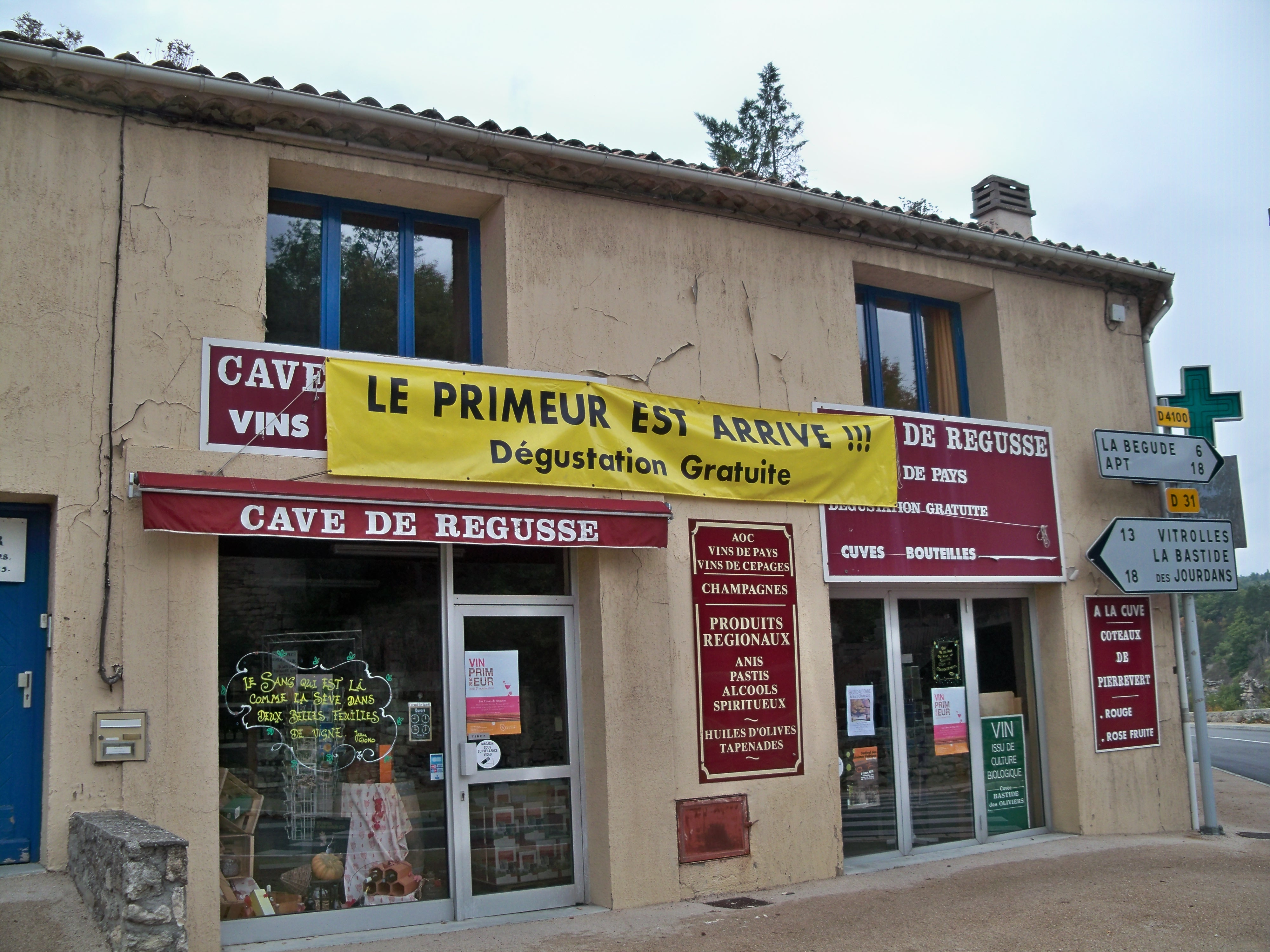
Le vin primeur est arrivé

Un vin primeur est un vin mis en vente presque immédiatement après la récolte, généralement deux mois, dès que la fermentation a eu lieu. On l'appelle aussi « vin nouveau », « vin jeune » ou « vin de l'année ». Il est tout à fait l'inverse de ce qu'est un vin de garde. De nombreux vignerons utilisent pour l'obtention de leurs vins primeurs la méthode de la macération carbonique, l'exemple le plus connu étant le beaujolais nouveau dont le succès a incité d'autres régions à mettre en œuvre ce type de vins.
Les vins primeurs sont commercialisés en France et en Europe, ils se présentent en rouge, rosé et blanc. L'Espagne propose ses vinos jovénes et l'Italie ses vini novelli. Les vins primeurs AOC (beaujolais, touraine, gaillac, côtes-du-rhône, etc.) arrivent sur le marché dès le troisième jeudi de novembre. Pour les vins de pays primeurs, la date de commercialisation est libre, ce qui permet à certains d'être commercialisés dès la fin octobre.
La technique pour obtenir des vins primeurs rouges est parfaitement maîtrisée[pertinence contestée]. Il s'agit d'une macération courte d'une vendange en grappes entières de trois jours au maximum. Cela leur permet d'acquérir une robe claire aux couleurs rubis vif. Quand ces vins sont élaborés selon la technique de macération semi-carbonique, ils dégagent au nez un fruité intense de petits fruits rouges (groseille, cerise, framboise, fraise, myrtille), avec des notes florales. En bouche, ils se caractérisent par un goût de bonbon anglais et une fraîcheur acidulée.
Selon le Guide Hachette des vins, « économiquement, la production de vins primeurs permet aux producteurs d'éviter les frais d'élevage et de stockage. Un atout pour les vignerons, mais qui peut avoir des effets pervers : le succès commercial du beaujolais nouveau, grâce à un marketing intense, a ainsi un peu laissé dans l'ombre les autres productions de la région, notamment les crus (brouilly, moulin-à-vent, chenas, etc.) ».

## Vin acheté en primeur
Acheter un vin en primeur consiste à l'acheter au vigneron peu après la récolte, alors même que le vin est en primeur, c'est-à-dire encore en cours de vinification. La date où le vin sera livré à l'acheteur dépend entièrement du contrat ou de l'accord établi entre les deux parties. Un acheteur peut par exemple acheter en primeur à un vigneron 2 000 litres de sa récolte de 2008 et n'être livré du vin obtenu qu'en 2011. Ce vin de 2011 (millésimé 2008) n'aura alors rien d'un vin primeur dans le sens évoqué précédemment.